# Список умерших в 751 году

## Дата смерти неизвестна или требует уточнения
- Мар Аба II, патриарх Церкви Востока.
- Гизульф II, герцог Беневенто.
- Евтихий, экзарх Равенны.
- Йопаат-Балам II, правитель Пачанского царства со столицей в Яшчилане.
- Ли Ци, китайский поэт времен династии Тан.
- Луп, герцог Сполето.
- Мария, византийская императрица, вторая супруга императора Константина V.
- Фергус мак Фогартайг, король Лагора (Южной Бреги) (738—751).
- Эдбурга из Минстер-ин-Танет, святая принцесса, дочь короля Кентвина.